# Tabardilla Blanca
Tabardilla Blanca es el nombre de una variedad cultivar de manzano (Malus domestica). Esta manzana es originaria de Galicia, está cultivada en la colección de árboles frutales y banco de germoplasma de Mabegondo con el N.º 74; ejemplares procedentes de esquejes localizados en Doroña, lugar situado en la parroquia de Castañeda, del municipio de Arzúa (La Coruña).

## Sinónimos
- "Manzana Tabardilla Blanca",[4][5]
- "Maceira Tabardilla Blanca".

## Características
El manzano de la variedad 'Tabardilla Blanca' tiene un vigor vigoroso. Tamaño grande y porte erguido.
Época de inicio de brotación a partir del 16 de abril y de floración a partir de 11 de mayo.
Las hojas tienen una longitud del limbo de tamaño medio, con la máxima anchura del limbo media. Longitud de las estípulas es corta y la máxima anchura de las estípulas es estrecha. Denticulación del borde del limbo es serrado, con la forma del ápice del limbo cuspidado y la forma de la base del limbo es cordiforme. Con subestípulas presentes.
Sus flores tienen una longitud de los pétalos corta, anchura de los pétalos es estrecha, disposición de los pétalos libres entre sí, con una longitud del pedúnculo corta.
La variedad de manzana 'Tabardilla Blanca' tiene un fruto de tamaño medio, de forma plana-globosa, de color amarillo, con chapa lavada, e intensidad pálida. Epidermis de textura suave, sin pruina en su superficie y con presencia de cera débil. Sensibilidad al "russeting" (pardeamiento áspero superficial que presentan algunas variedades)  muy poco sensible. Con lenticelas de tamaño pequeño.
Los sépalos están dispuestos de forma parcialmente replegados, y superpuestos en su base; su fosa calicina profunda y de una anchura media. Pedúnculo de grosor estrecho y de longitud largo, siendo la cavidad peduncular de una profundidad media y de anchura media. Con pulpa de color blanca, cuya firmeza es intermedia y textura intermedia; su jugosidad es intermedia con sabor de acidez media, y aromática.
Época de maduración y recolección es el 8 de octubre. 'Tabardilla Blanca' es una manzana que su destino es la conservación de esta variedad en el banco de germoplasma de Mabegondo como reserva genética.

## Susceptibilidades
- Oidio: ataque débil
- Moteado: no presenta
- Raíces aéreas: no presenta
- Momificado: no presenta
- Pulgón lanígero: ataque débil
- Pulgón verde: ataque medio
- Araña roja: no presenta
- Chancro del manzano: no presenta[3]